# Haworthiopsis fasciata
Haworthiopsis fasciata (sin. Haworthia fasciata), je biljka iz porodice Xanthorrhoeaceae. Potiče iz Južne Afrike.
Biljka je malena, manja od 10 cm. Listovi su tamnozeleni s uskim prugama. Na kraju lista se nalazi bodlja. Često se zamijeni s vrstom Aloe aristata zbog sličnog izgleda. 

## O uzgoju
Preporučena temperatura noću je 10-11°C, a podnosi hladnoću od najviše -1°C. Mora biti u sjeni i treba ju redovito zalijevati. 

## Sinonimi
Aloe fasciata (Willd.) Salm-Dyck ex Schult. & Schult.f. 
 Aloe fasciata var. major Salm-Dyck 
 Aloe subfasciata Salm-Dyck ex Schult. & Schult.f. 
 Apicra fasciata Willd. 
 Catevala fasciata (Willd.) Kuntze 
 Catevala subfasciata (Salm-Dyck ex Schult. & Schult.f.) Kuntze 
 Haworthia browniana Poelln. 
 Haworthia fasciata f. browniana (Poelln.) M.B.Bayer 
 Haworthia fasciata var. browniana (Poelln.) C.L.Scott 
 Haworthia fasciata var. major (Salm-Dyck) Haw. 
 Haworthia fasciata f. ovatolanceolata Poelln. 
 Haworthia fasciata f. sparsa Poelln. 
 Haworthia fasciata f. subconfluens (Poelln.) Poelln. 
 Haworthia fasciata var. subconfluens Poelln. 
 Haworthia fasciata f. vanstaadensis Poelln. 
 Haworthia fasciata f. variabilis Poelln. 
 Haworthia pumila subsp. fasciata (Willd.) Halda 
 Haworthia subfasciata (Salm-Dyck ex Schult. & Schult.f.) Baker 